# Stefano Margutti
Stefano Margutti (Faenza, 4 marzo 1968) è un ex pallavolista e dirigente sportivo italiano, che giocava nel ruolo schiacciatore.

## Carriera
È stato uno dei grandi giocatori della storia del volley italiano, avendo militato per diciotto anni in Serie A (dodici in A1 e sei in A2) con quattro società diverse. In questo lasso di tempo ha disputato 284 incontri e conseguito 159 vittorie (56%), conquistando uno scudetto, una Coppa Italia, 2 Coppe dei Campioni, 4 World League e una Supercoppa europea, oltre a un Campionato europeo con la maglia della nazionale.
Ha legato il suo nome al Porto Ravenna Volley, nel quale ha militato complessivamente per ben quattordici anni tra A2 e A1, e dove ha chiuso la sua carriera agonistica in B1. Negli anni dal 1990 al 1993 Margutti è stato compagno del grande centrale italiano Andrea Gardini e degli statunitensi Steve Timmons e Karch Kiraly (nominato dalla FIVB giocatore del secolo alla pari con Lorenzo Bernardi) nella storica formazione de Il Messaggero Volley Ravenna.
Margutti si trasferisce poi per una stagione al Gonzaga Milano per volere del suo amico e concittadino Stefano Recine, allora Direttore Sportivo della squadra milanese. Nella società di Silvio Berlusconi, iscritta direttamente alla A1 dopo l'acquisto dei diritti della Pallavolo Mantova, gioca con atleti del calibro di Andrea Zorzi, Andrea Lucchetta e Hristo Zlatanov, agli ordini dell'allenatore argentino Raúl Lozano.
Nel 1994 si trasferisce poi a Macerata, dove milita tre anni e dove incontra nuovamente Raul Lozano, di ritorno da una esperienza triennale come selezionatore della nazionale spagnola. La convivenza con il suo ex allenatore è di breve durata perché dopo appena tre mesi Margutti torna a giocare nella propria regione d'origine, sempre in Serie A, e più precisamente a Ferrara: qui ritrova un folto gruppo di ravennati come il Direttore Sportivo Stefano Recine, l'allenatore Daniele Ricci e l'ex compagno Vigor Bovolenta. Dopo un anno con la Conad Ferrara, Margutti torna di nuovo a Ravenna, poi approda a Forlì e infine ancora a Ravenna, dove chiude la sua attività agonistica di alto livello.
Dopo il ritiro dalla Serie A è tornato alla normale vita lavorativa come Account e Direttore Tecnico di un'importante azienda ravennate di comunicazioni e internet, e ha anche avuto ruoli dirigenziali nello sport sia presso la FIPAV che presso il CONI di Ravenna. Margutti non ha però mai abbandonato definitivamente la pallavolo giocata, continuando a militare con alcuni suoi amici ed ex compagni di avventura nella formazione locale del CRALD Ausl Ravenna, che milita nel Campionato CSI di pallavolo, vincendone più volte il titolo provinciale, regionale e nazionale.